# Pleur
Pour les articles homonymes, voir Pleurs (Marne), Pleurs (vigne) et Pleure.

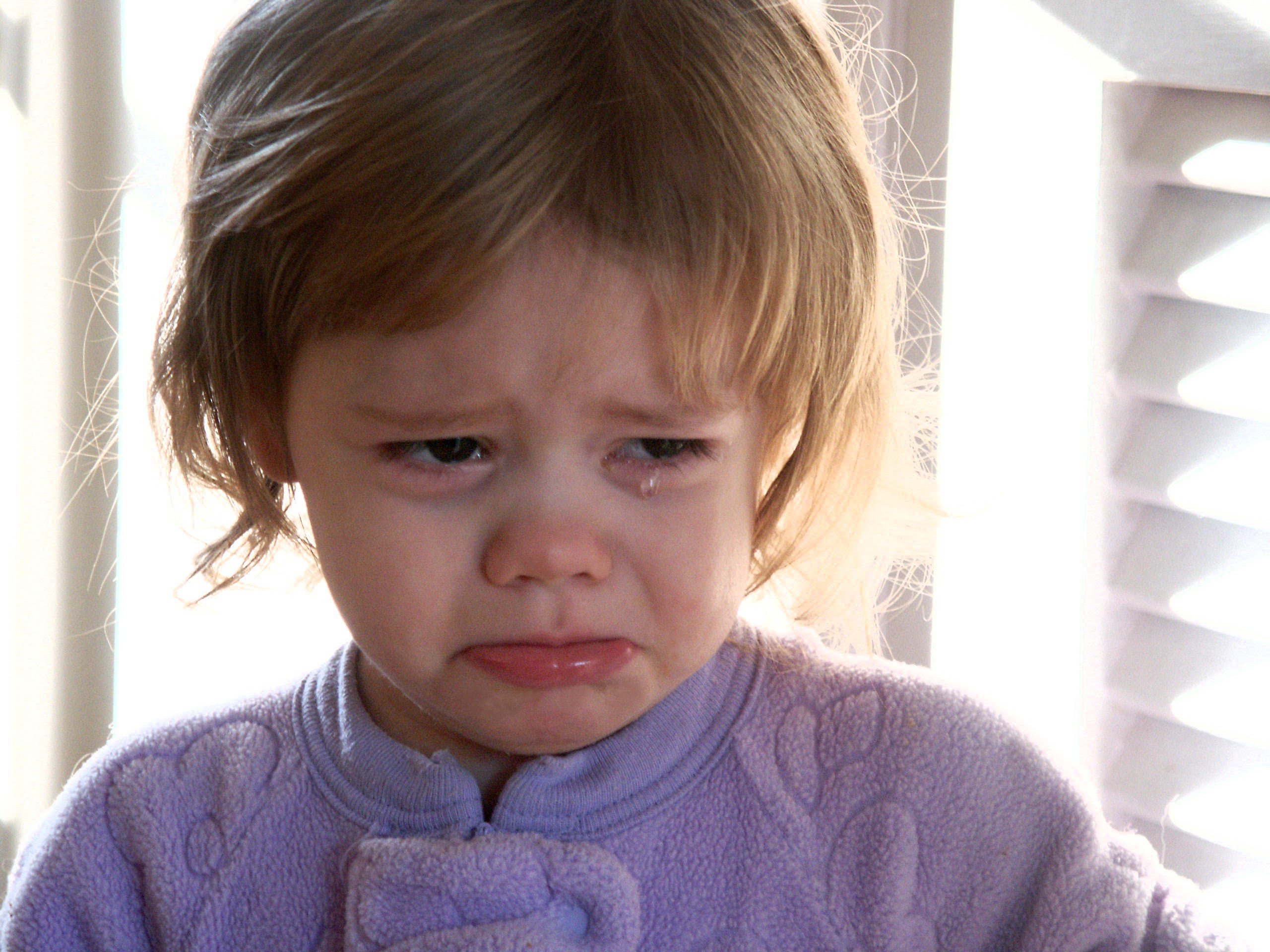
Petite fille en pleurs.

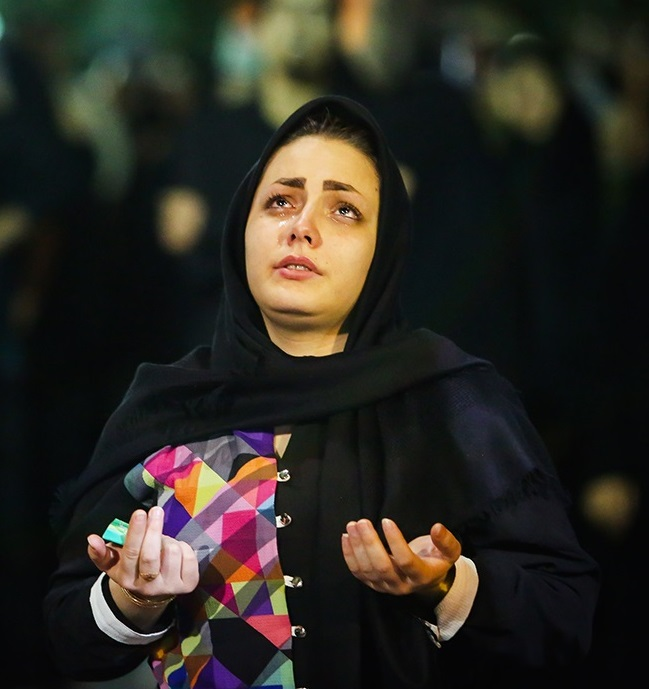
Femme priant en pleurs.

Le pleur est un état manifesté par des larmes chez les humains. Les pleurs sont généralement provoqués par une émotion forte ou par une agression extérieure.
Une connexion neurologique entre les glandes lacrymales et les parties du cerveau humain impliquant les émotions est établie. Certains scientifiques pensent que les animaux produisent des larmes en tant que réponse émotionnelle alors que d'autres désapprouvent cette théorie.

## Fonction
Le rôle des pleurs n'est pas clairement établi. Dans le cas des pleurs provoqués par une émotion forte, une partie des scientifiques semblent s'accorder sur le fait que les larmes permettent d'attirer l'attention d'autres personnes, ou d'appeler à l'aide. Dans le cas des pleurs provoqués par une agression extérieure, tel qu'une impureté dans l'œil, les pleurs pourrait servir à protéger le corps d'attaques extérieures, en permettant l'évacuation des impuretés.

## Types
Les pleurs sont parmi les seuls moyens de communication du bébé et sont les premiers signes du développement du langage, qui commence bien avant les premiers mots. Les bébés ont un vaste répertoire de pleurs. Chez les bébés, on distingue trois types principaux de pleurs :
- les pleurs inspirés par la faim commencent généralement par des plaintes et suivent un modèle très rythmé : pleurs-silence-respiration-pleurs ; l'inspiration s'accompagne souvent de sifflements ;
- les pleurs de colère sont plus forts et plus intenses ; ils se produisent dans les moments d'énervement ;
- les pleurs qui sont associés à la douleur commencent de façon soudaine, sans pleurnichements préalables.

## Genrisation
Dans la société occidentale moderne et diverses sociétés influencées par celle-ci les pleurs sont généralement associés aux femmes et à un comportement féminin. Cependant cela n'a historiquement pas toujours été le cas.

### Pleurs chez les hommes
En effet, dans l'Antiquité les guerriers comme Achille pleuraient. L'historienne Anne Vincent Buffault, historienne des sensibilités notifie : Les larmes d’Achille sont des larmes tout à fait viriles et héroïques, qui même démontrent son énergie virile.
Homère faisait la différences entre les larmes glorieuses des hommes et les pleurs de lamentation et de douleur des chœurs de femmes. Chez les Romains, Jules César pleurait, notamment lorsqu’il franchit le Rubicon et marche sur Rome, larmes de piété, d’humilité face aux dieux et à la destinée.
De nos jours en raison de la honte que peut susciter le fait de pleurer pour un homme ou la peur d'être jugé comme faible ou moins masculin et viril, beaucoup d'hommes ont tendance à pleurer lorsqu’ils sont isolés, cachés du regard des autres et de la société.

### Pleurs chez les femmes
Les femmes pleureraient 4 à 5 fois plus que les hommes, en moyenne entre 30 à 64 fois par an pour les femmes, contre 6 à 17 fois pour les hommes.